# 2010 광주세계광엑스포
2010 광주 세계 광 엑스포는 대한민국 광주광역시 서구 상무 시민공원에서 개최된 빛을 주제로 한 축제 및 전시회 행사이다. 이 행사의 주관기관은 재단법인 광주 세계 광 엑스포 조직 위원회이며, 주최는 광주광역시와 지식경제부이다.

## 개요
대한민국을 세계 광산업의 선진국으로 도약시키고 광주가 선도해온 광산업을 널리 알리기 위해 2010년 개최되었다. 광주시는 2008년 1월 15일 광 엑스포 추진 기획단을 구성하고 2008년 2월 27일 재단법인 광주 세계 광 엑스포 조직 위원회를 설립하였다. 본래 2009년 10월에 개최할 예정이었으나 신종플루 확산에 따라 행사를 연기하였다. 그리하여 2010년 4월 2일 2010 광주 세계 광 엑스포가 개막되었고 2010년 5월 9일 폐막하였다. 그리고 광주세계광엑스포는 여러나라에 멀리 알리기위하여 만들어졌다.

## 행사장
주요행사가 개최되는 행사장은 광주광역시 서구 상무 시민공원으로 모두 9개의 주제전시관을 통해 빛의 탄생 및  생활, 산업, 첨단과학, 예술에 사용되는 빛을 조명했다. 주제전시관은 빛주제영상관, 빛하늘모험관, 빛산업기술관, 빛도시생활관, 빛희노애락관, 태양관홍보관, 시민파밀리온으로 구성되어있다. 
빛주제영상관은 빛의 탄생부터 빛과 우주의 무한한 가능성을 체험할 수 있는 공간으로, 주제 영상인 "seed light"를 상영하였다. 빛하늘 모함관은 빛과 관련된 최첨단 항공기술과 F-5 전투기 탑승 체험, 국산 초음속 훈련기 T-50 시뮬레이터를 이용하여 가상으로 항공기를 몰고 세계 곳곳을 누비는 시뮬레이션 체험 등 다양한 체험을 할 수 있도록 했다. 빛우주누리관은 대한민국 최초의 우주인 이소연 박사의 우주인 선발과정과 체험 영상 관람, 이소연 박사가 탑승했던 소유주 우주선과 동일 모델의 귀환모듈 전시하였다. 빛과학체험관은 빛의 탄생, 빛의 역사와 종류, 성질 등을 배우고 빛의 과학자들을 만나보며 빛과학을 가까이 느끼는 체험학습의 장이 되었다. 빛산업기술관은 꿈의 디스플레이 기술, 친환경 LED, 3D tv, 각종 광학기기와 레이저 쇼를 통해 광산업을 체험하며 광산업의 현재를 조망하고 미래를 예측할 수 있도록 했다. 빛도시생활관은 과거부터 미래까지 인류와 함께하는 빛의 역할과 가치를 재조명하였다. 빛희노애락관은 빛의 熙(조명의 역사와 문화), 怒(빛공해와 해결방법), 愛(라이트 아트), 樂(감성조명)의 주제를 가지고 조명을 전시하였다. 태양광홍보관은 태양광의 가치와 생활 속에서 이용되는 태양광을 체험할 수 있도록 했다. 시민파빌리온은 광주의 빛 예술작가들이 시민들과 함께 만드는 복합문화공간으로 꾸며졌다.

## 주제 행사
주제 행사는 빛분수와 빛분수 영상쇼가 있다. 빛분수는 '빛을 연주하다'라는 주제로 분수를 피아노, 바이올린, 첼로, 플룻, 트럼펫, 호른, 팀파니, 하프의 총 8가지 악기로 표현하였다. 야간에는 주제영상관의 스트로브 조명과 빛기둥, LED 조명 등으로 다양한 연출이 가능하도록 했다. 빛분수영상쇼는 주제 전시관인 루미보울과 빛분수를 배경으로 워터스크린에 알렉산드르콜린카 등의 작품을 투영시켜 환상적인 분위기의 영상을 보여주었다.

## 관련기사
- 광주세계광엑스포 2일 개막…38일간의 대장정
- 광주세계광엑스포 야간관람도 '인기' [깨진 링크(과거 내용 찾기)]
- 광주세계광엑스포 폐막..148만명 관람